# Gelbohrsittich
Der Gelbohrsittich (Ognorhynchus icterotis) ist eine seltene Papageienart aus der monotypischen Gattung Ognorhynchus. Er kommt in Kolumbien und Ecuador vor. 

## Merkmale
Der Gelbohrsittich erreicht eine Größe von 42 Zentimetern. Sein Habitus ist araähnlich. Stirn, Zügel, die obere Wangengegend und die Ohrdecken sind gelb. In manchen Exemplaren sind die Ohrdecken etwas verlängert. Die untere Wangengegend und die Kehle sind grün. Oberkopf, Brust, Bauch und Unterflügeldecken sind gelblich-grün. Die Unterseite der Flügel ist dunkel gelb. Die Unterseite der Schwanzfedern ist stumpf rötlich braun. Der Schnabel ist schwarz. Um die orange-farbene Iris verläuft ein nackter, schwarzer Augenring, der unter dem Auge breiter wird. Die Füße sind grau. Die juvenilen Vögel sehen den Altvögeln ähnlich. Das Kopfgefieder ist jedoch mehr olivgelb und der Schwanz ist kürzer. Die Lautäußerungen des Gelbohrsittichs bestehen aus zweisilbigen, gänseähnlichen Rufen.

## Lebensraum
Der Gelbohrsittich bewohnt Bergwälder und deren Ränder, teilweise gerodetes Waldland, bewaldete Gegenden an der Baumgrenze sowie Steineiben-Wälder in der gemäßigten Zone in Höhenlagen zwischen 2.000 und 3.400 Metern. Gelegentlich wandert er bis auf 1.300 Meter hinab. Der Gelbohrsittich ist auf Lebensräume mit der Quindio-Wachspalme (Ceroxylon quindiuense) angewiesen.

## Lebensweise
Der Gelbohrsittich wird meist einzeln, paarweise oder in kleinen Schwärmen von 25 Individuen beobachtet. In der Vergangenheit gab es noch größere Ansammlungen in den Wachspalmenhainen. Obwohl der Großteil der Population gegenwärtig nur an einem Fundort vorkommt, unternehmen andere Schwärme saisonale Wanderungen während der Nahrungssuche. Die Nahrung besteht hauptsächlich aus der Rinde, den Knospen und den Früchten der Quindio-Wachspalme. Gelegentlich weicht er auch auf andere Baumgattungen, darunter Citharexylon, Podocarpus und Sapium, aus. Es gibt zwei Brutzyklen zwischen April und November. Das Nest wird in einer Baumhöhle in ungefähr 25 Meter Höhe in einer Wachspalme errichtet. Während der Jungenaufzucht wird das Brutpaar von anderen Gelbohrsittichen unterstützt.

## Gefährdung
Der Gelbohrsittich kam einst häufig in allen drei Andenregionen Kolumbiens und Ecuadors vor. Nach einer letzten Sichtung von 25 Exemplaren an den Hängen des Cerro Munchique im Juli 1978 galt er lange als verschollen, bis im Jahre 1995 zwei kleine Schwärme in Kolumbien gesichtet wurden. Aus Ecuador gibt es seit dem Jahre 2000 unbestätigte Sichtungen aus dem Valle de Intag. Als Hauptgefährdung gelten großflächiger Lebensraumverlust und Überjagung. 90 bis 93 Prozent der Bergwälder in seinem gesamten Verbreitungsgebiet in Kolumbien sind fragmentiert. Jedoch sind einige größere Waldgebiete in seinem ursprünglichen Verbreitungsgebiet erhalten geblieben, so dass auch andere Ursachen für seinen Rückgang verantwortlich sind. Die Sterblichkeit der Wachspalmen ist sehr hoch und Jungpalmen sind kaum vorhanden, da das Vieh die Keimlinge frisst. Daneben erhöht der Holzeinschlag in den angrenzenden Bereichen die Anfälligkeit der Palmen für Krankheiten. Wachspalmen werden über 500 Jahre alt und wachsen sehr langsam. Im gesamten Verbreitungsgebiet des Gelbohrsittichs wird diese Palmenart übermäßig für die Palmsonntagszeremonien verwendet. In Ecuador wurde der Gelbohrsittich stark wegen seines Fleisches gejagt und auch die Fänge für den Tierhandel zeigten Auswirkungen auf die Bestandsentwicklung, obwohl diese Art in menschlicher Obhut nur schwer zu halten ist.

## Schutzmaßnahmen
1998 riefen die Ornithologen und Artenschützer Niels Krabbe und Paul Salaman das „Projeto Ognorhynchus“ ins Leben. Nach mehrmonatiger Feldarbeit konnte im April 1999 eine Population von 61 Gelbohrsittichen in der „Central Cordillera“ von Kolumbien beobachtet werden. Bis September 1999 wurden noch weitere 20 Exemplare gesichtet. Dank Schutzprojekten, an denen die Organisationen Fundación ProAves, Loro Parque Fundación, American Bird Conservancy, Corantioquia, die Zoologische Gesellschaft für Arten- und Populationsschutz und der Fonds für bedrohte Papageien beteiligt waren, und Zusagen der Guerilla, die Naturschützer nicht bei ihrer Arbeit zu behindern, erhöhte sich die Population des Gelbohrsittichs in Kolumbien bis zum Jahre 2005 auf 600 Exemplare. 2008 gab es in 80 überwachten Nestern 203 flügge gewordene Jungvögel.